# 몰도바 공화국 공산당
몰도바 공화국 공산당(루마니아어: Partidul Comuniștilor din Republica Moldova (PCRM) / Партидул Комуништилор дин Република Молдова (ПКРМ), 러시아어: Партия коммунистов Республики Молдова)은 몰도바의 좌익 정당이다. 이 당은 2001년부터 2009년까지 몰도바의 집권 여당이었다.

## 정치 성향
몰도바 공화국 공산당은 소비에트 연방 공산당의 정식적 후계 정당이다. 그러나 이코노미스트지에 따르면 이름만 공산당일 뿐, 실제로는 좌파 성향에 더 유사하다고 한다. 이 당은 몰도바와 루마니아의 통합을 반대하는 것으로도 알려져 있다.